# Música 8D
La música o so 8D és un tipus de so que produeix un so envoltant en escoltar-ho amb auriculars, es crea la sensació que la música s'expandeix al nostre al voltant. Lluny de ser un tipus de música, el so 8D és una tecnologia també coneguda pel nom d'àudio ambisònic. El nom de música 8D s'ha classificat com una tècnica de màrqueting, ja que el que en realitat aconsegueixen aquestes cançons és una sensació de 3D.

## Història
El terme de música 8D va ser inventat per màrqueting, no és un nom de caràcter científic. En realitat, el que es desconeix d'aquesta tècnica, és que va sorgir a principis dels anys 70 a Anglaterra, aquest efecte complia amb la funció de donar al so una característica esfèrica.
Entre els anys 1970 i 1980, bandes de rock com Pink Floyd ja havien tret àlbums conceptuals que jugaven amb noves tècniques d'enregistrament, entre aquestes l'efecte de so envoltant o posicional.
Aquest format d'àudio posicional 3D es va originar a partir del sistema d'enregistrament holophonics, desenvolupat per l'argentí Hugo Zuccarelli a la dècada de 1980 per crear els anomenats sons binaurals.

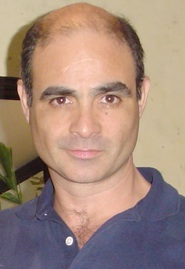
Hugo Zuccarelli

L'invent d'Hugo Zuccarelli, també conegut com a holofonía, era un sistema alternatiu d'enregistrament d'àudio a través del qual l'usuari podia gaudir d'una experiència completament nova. Això s'assolia a través d'uns micròfons que imitaven la tècnica "enregistrament de cap de maniquí".
Va utilitzar un maniquí en tres dimensions, a qui se li va posar el nom de Ringo, el qual Zuccarelli va utilitzar per imitar l'esmentat efecte fonamentat sobre quatre principis físics que tenen a veure amb el so: l'efecte Haas, l'emmascarament, la longitud de l'ona i el retard temporal. L'efecte Haas és el que explica de forma més directa el que caracteritza a aquest tipus de música.
Avui dia, encara que es pot fer servir la tècnica "d'enregistrament de cap de maniquí", és més comú que al món musical es facin servir directament àudios amb un programa amb una configuració preparada per realitzar l'efecte Head-related transfer function.

## L'efecte Haas
Aquest fenomen va ser exposat pel metge Helmut Haas, al qual deu el seu nom. També es coneix com a efecte de prioritat o efecte de precedència, afectant la percepció que els éssers humans tenim del so, aquest descriu com, a un nivell de percepció, si al nostre cervell arriben diversos sons independents en un interval inferior a 50 mil·lisegons, aquest els fusiona i els capta com un només. Això es produeix com a conseqüència que el cervell deixi de percebre la direcció i interpreti els sons anteriors com una reverberació o un ressò del primer.
El cervell fa dos tipus d'interpretació:
- Tenint en compte que el retard arriba en un interval inferior a 5 ms, aquest localitzaria el so tenint en compte l'adreça de la qual procedís el primer dels estímuls, a pesar que els restants provinguin d'adreces diametralment oposades.
- Si el retard es troba entre els 5 i els 50 ms, l'oient sent un sol so, però amb el doble d'intensitat i localitza la font a mig camí entre totes.

Perquè es percebi el so des d'un punt central, el senyal que va amb retard ha d'oferir un volum més elevat que el primer.
La corba d'Haas indica la intensitat, expressada en dB, que es necessita per aconseguir una equivalència respecte al retard de ms que hi ha entre dos senyals. Aquesta corba s'utilitza en àmbits com l'acústica, entre altres coses, per garantir l'estèreo dels recintes.

## Enregistrament de cap de maniquí
El sistema auditiu humà té una gran capacitat de localització espacial de les fonts de soroll tant en el pla horitzontal com vertical. Aquesta localització horitzontal es realitza gràcies als retards dels diferents de nivell del senyal sonor en una oïda respecte de l'altra.
Verticalment, la localització espacial es du a terme gràcies al filtratge fet pel cap, el tors i el pavelló auditiu. El cervell humà és capaç d'interpretar l'efecte d'aquests filtres per localitzar les fonts sonores.
Aquest darrer aspecte passa desapercebut per a mètodes com l'enregistrament estereofònic o altres sistemes de so envoltant, que no tenen en compte l'efecte que el nostre cos.

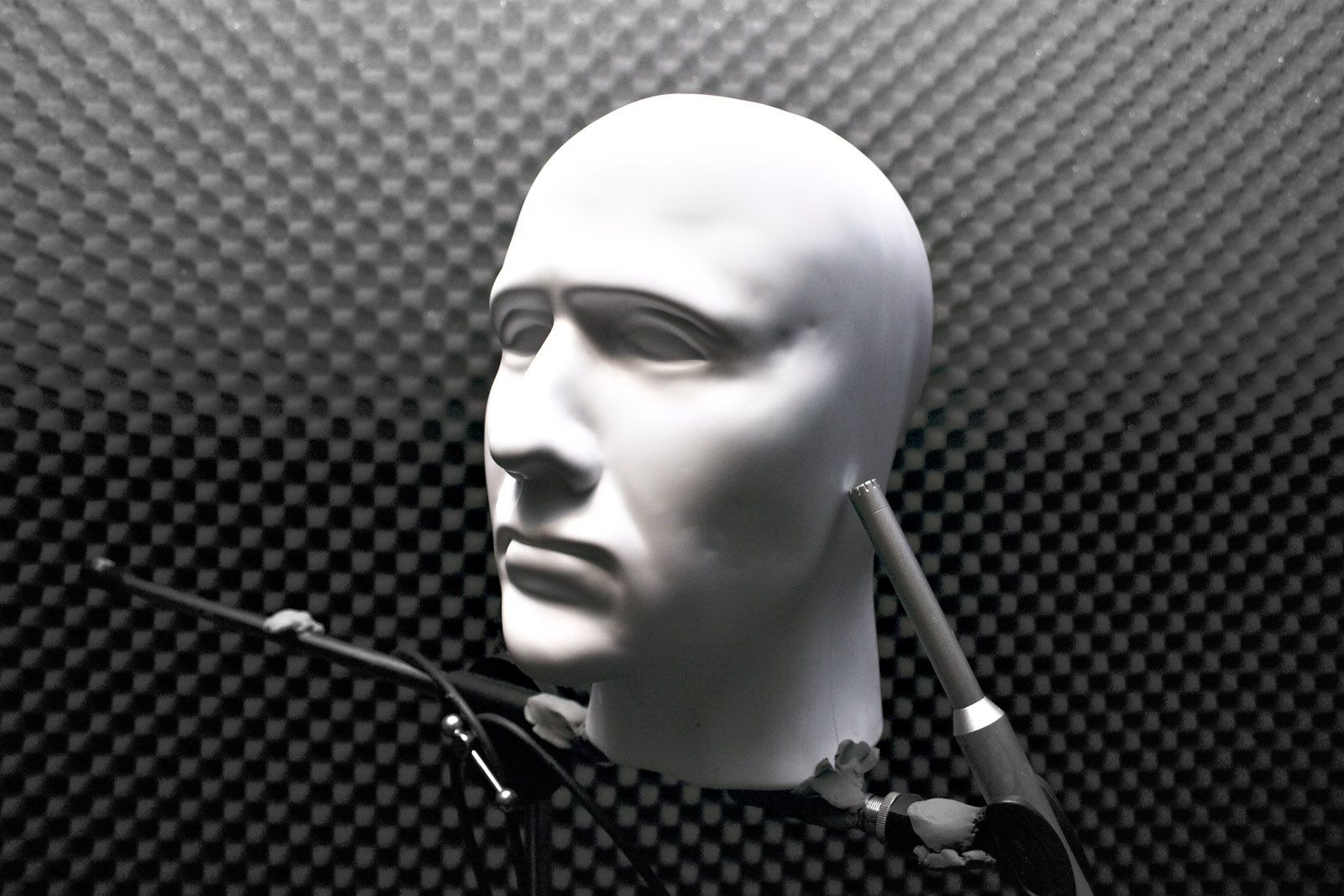
Exemple de «cap de maniquí» utilitzat en aquest tipus d'enregistrament.

El fet que la pressió sonora gravada amb un micròfon sense presència de l'oient és significativament diferent de la que existeix al canal auditiu de l'oient, fa necessària la utilització d'un cap, sigui artificial o natural, per a l'enregistrament dels sons amb precisió sonora, per això sorgeix l'enregistrament de cap de maniquí.
L'enregistrament de cap de maniquí, també conegut com a enregistrament binaural, és un mètode que empra dos micròfons un per cada orella per generar un efecte de so tridimensional.
Hugo Zuccarelli feia servir un cap de maniquí equipat amb dos timpans sintètics, que va ser batejat com a Ringo per tenir un aspecte similar al del boxejador argentí Óscar Ringo Bonavena.
Amb aquest mètode s'assoleix enregistrar el so que ha passat per les orelles i pel crani. Això ens dona com a resultat la reproducció a l'enregistrament de la funció de transferència del so a través del crani.

## Funcionament de la música 8D
La tecnologia de reproducció 360° assoleix un efecte especial molt realista. Si es tanquen els ulls, es pot identificar i ubicar a quina direcció prové el so en relació amb qualsevol dels eixos possibles: davant, darrere, a baix, a dalt, esquerra i dreta.
Per fer una gravació binaural es col·loquen dos micròfons en cavitats semblants a les orelles humanes a cada costat d'un cap artificial que recrea la densitat i la forma exacte d'un cap humà, tot i que també existeixen sistemes de "4 orelles" que assoleix un efecte encara més precís. Aquests micròfons capturen i processen el so com el percebran les nostres orelles huames. Aquest efecte si no s'escolta amb auriculars es gairebé inexistent, per això es recomana que per viure l'experiència sempre es faci a través d'uns auriculars.
Si escoltem cançons com Dilbar-Asees Kaur, Bohemian Rhapsody de Queen o Left and Right de Charlie Puth, contenen aquest efecte de posició sonor, i probablement, el primer que podrem notar és com el so es mou de dreta a esquerra.
Això, no és una gran novetat, si ho realitzem mitjançant un programa d'ordinador, es pot assolir fàcilment a partir d'anar apujant o abaixant els volums relatius de cada casc, però no és l'única cosa que es pot percebre, ja que també sembla que la cançó està sonant fora dels altaveus, al món real. Ens genera una sensació que el so no només va d'esquerra a dreta, sinó que també puja i baixa.
Aquest efecte no es podria obtenir ni amb 5.1 ni quan posem 5 altaveus amb un subwoofer. Aquests mecanismes l'única cosa que poden fer és permetre'ns sentir so de darrere i d'endavant, però no produir que un so pugi i baixi.
Aquest efecte l'anomenen música 8D, ja que s'està aplicant a la música, però no deixa de ser un àudio en 3D.
L'àudio 3D intenta modificar/hackejar els algorismes del cervell de la seva percepció auditiva, encarregada de detectar d'on ve un so. Si aquest ve de davant l'orella, servirà com a receptacle de la informació, però, si ve d'endarrere servirà de pantalla bloquejadora del so.
No obstant això, el cervell pot anar molt més enllà, i si un so prové de la dreta, no només sonarà més intens a l'oïda dreta sinó que trigarà menys temps a arribar que a la teva oïda esquerra, a més el so que arribi a la teva oïda esquerra provindrà del cap, és a dir, aquest enviarà la informació sonora i actuarà com un filtre que atenuarà el so. Aquest mecanisme s'anomena Head-related transfer function.
La Head-related transfer function (funció de transferència relacionada amb el cap) s'encarrega de mesurar la posició d'un so, quant trigarà a arribar a l'orella, com l'atenuarà o filtrarà el cap i com influirà l'orella en com s'escolta.
Si tots aquests càlculs els comprovem en un laboratori i els apliquem a un algorisme per gravar sons gravats, podem fer creure el cervell d'una persona que el so li està venint de qualsevol lloc. És a dir, per generar aquest efecte 8D, li han aplicat un algorisme perquè per cada altaveu arribi la resposta equivalent que generaria el cervell amb el so i així aquest no hagi de sintetitzar la informació, assolir així so hiperrealista.

HRTF filtering effect

## Head-related transfer function
La funció de transferència relacionada amb el cap (HRTF), també coneguda com a funció de transferència anatòmica (ATF), és una resposta que es caracteritza per la manera com l'oïda rep un so d'un punt a l'espai.
Les HRTF descriuen com els senyals de so reboten, es propaguen i es dispersen quan arriben al capdavant i viatgen a través del canal auditiu.
Les funcions de transferència relacionades amb el cap depenen explícitament de la freqüència i la ubicació espacial de la font en relació amb l'oient, i implícitament en la mida i la forma del cos de l'oient. Molta de la complexitat dels HRTF es deriva de la combinació dels efectes separats del tors, el cap i el pavelló auricular, cadascun dels quals dispersa les ones sonores incidents en freqüències diferents però superposades bandes.
És a dir, a mesura que el so colpeja l'oient, la mida i la forma del cap, les orelles, el canal auditiu, la densitat del cap, la mida i la forma de les cavitat nasal i oral, afecten i transformen el so i la manera com es percep, augmentant algunes freqüències i atenuant-ne d'altres.
A més, els HRTF produeixen patrons de so únics que, en última instància, ajuden el cervell a inferir les propietats espacials d'un so, com la direcció d'arribada. Si els auriculars poden aprendre HRTF, podeu aplicar HRTF a qualsevol so i adaptar el so a l'usuari.
Recentment, s'ha demostrat que la HRTF completa es pot calcular l'equació d'ona subjecta a la frontera condicions que presenta la superfície del cos. Encara que aquest enfocament és molt prometedor i, en última instància, pot reemplaçar les tècniques acústiques per mesurar les HRTF, continua sent important comprendre com els diversos components del cos influeixen al comportament del HRTF.

## La música 8D com a eina terapeutica
Hi ha terapeutes que asseguren que la música 8D és bona per relaxar-se, meditar i generar el sentiment de la felicitat.
Una freqüència de 10 Hz (la diferència entre el so esquerre i el dret) correspon amb les ones cerebrals de tipus alfa, que s'associen als estats de relaxament. Si el so binaural produeix una freqüència de 4-7 Hz en el rang de les ones theta, pròpies de l'estat de somni profund o de la meditació. Els terapeutes asseguren que el batec binaural en el rang de theta redueix el dolor i l'ansietat.
El doctor Troy A. Smith, de la Universitat North Georgia (Estats Units) afirma que pot ser una eina eficaç per sincronitzar les ones cerebrals a les freqüències desitjades, per exemple, les ones delta i theta pròpies de la relaxació i el son.
Existeixen estudis que aproven la teoria de Smith. Per exemple, un estudi realitzat amb 15 joves futbolistes de la Universitat Alemanya de l'Esport, a Colònia, va descobrir que es produïa una reducció significativa de l'ansietat i quan millora de la qualitat del son quan s'escoltaven els batecs binaurals mentre dormien.
Un altre estudi, realitzat a la Universitat de Richmond, va comprovar que el 77% dels 36 participants amb dolor crònic apreciaven una disminució significativa de les molèsties després d'escoltar batecs binaurals durant 20 minuts cada dia.

## Actualitat
Aquesta anomenada música 8D ha agafat molta força en l'actualitat a través de xarxes socials com Twitter i està causant una gran impressió (per a bé o per a mal) entre els seus oients.
Actualment molts productors de música han optat per convertir cançons conegudes com ara Billie Jean (Michael Jackson), Believer (Imagine Dragons), Do I wanna know (Arctic Monkeys), entre d'altres. Aquestes cançons estan avui en dia triomfant a la plataforma TikTok, on són utilitzades per a crear nous continguts.

## Usos i Futures Aplicacions
La música 8d, podríem dir, és la nova realitat virtual auditiva. Amb aquesta nova eina som capaços de crear espai i tridimensionalitat amb el so, el que significa que la nostra capacitat de creació ha augmentat.
Avui dia ja s'han començat a fer experiments i proves aplicats a teràpies o projectes d'entreteniment, això ens fa pensar en el futur d'aquesta eina, com afectarà el contingut del món audiovisual?
1. Cinema 3D, i 8d? : El cinema 3d va ser molt popular a la seva sortida i encara que no ha desbancat a la clàssica forma de veure cinema encara té audiència i fans incondicionals. Ara amb el 8d l'experiència immersiva pot arribar a ser no tan sols de les imatges, ara també del so evolvent.
2. Audiollibres: Els audiollibres són un altre discutit futur pel so 8d. Molt defensen la seva aplicació en aquests a fi de submergir a les persones totalment en la història narrada, per mitjà d'efectes sonors que l'acompanyin. Altres sectors pel contrari argüeixen la inconsistència d'aquesta idea, doncs "trenca l'essència d'un llibre.".
3. Ràdio: La ràdio també és un espai on es pot aplicar la música 8d a fi d'introduir totalment els oients en el programa i gaudir al màxim de la música.
4. Realitat Virtual o Simulacions: La realitat virtual també compta amb el so 8d per fer completa l'experiència d'immersió. Aquestes eines juntes es poden fer servir per fins de tota mena, educatius o simulacions per entrenar.